# Plebicula gabrielis
Plebicula gabrielis är en fjärilsart som beskrevs av Charles Oberthür 1910. Plebicula gabrielis ingår i släktet Plebicula och familjen juvelvingar. Inga underarter finns listade i Catalogue of Life.